# Peace River Country

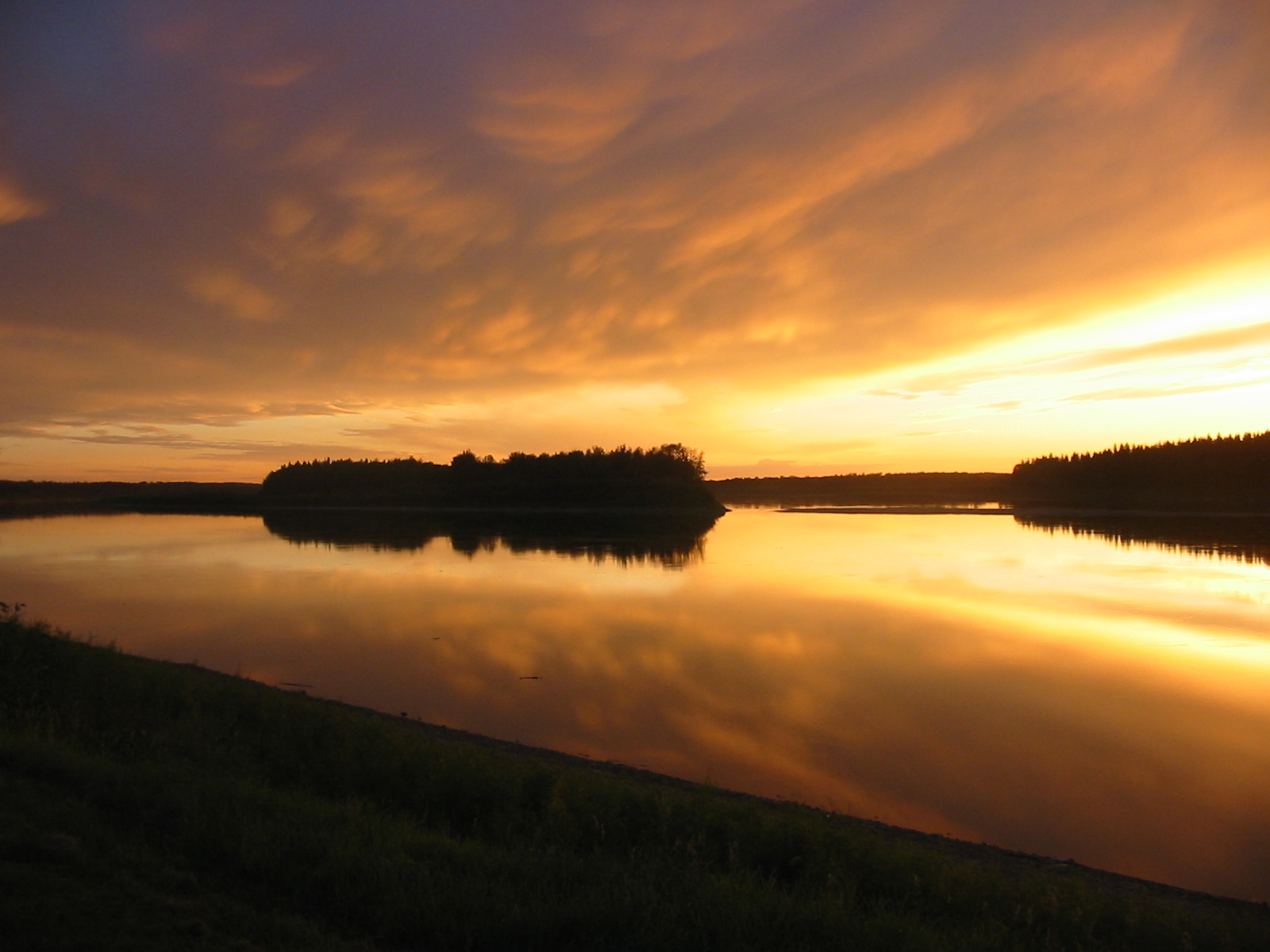
Peace River in Fort Vermilion

Das Peace River Country (auch Peace Country) ist ein Aspen Parkland um den Peace River in Kanada. Es erstreckt sich vom Nordwesten in Alberta in Richtung der Rocky Mountains im nordöstlichen British Columbia, wobei ein bestimmter Teil der Region wird auch als Peace River Block bezeichnet wird.

## Geografie
Das Peace River Country beinhaltet die Orte Fort St. John, Dawson Creek, Tumbler Ridge und Chetwynd in British Columbia. Die Hauptkommunen beinhalten Grande Prairie, Peace River, High Level und Fairview. Es hat keine festen Grenzen, sondern erstreckt sich über eine Fläche von etwa 100.000 bis 150.000 Quadratmeilen (260.000 bis 390.000 Quadratkilometer).
In das Gebiet in British Columbia erstreckt sich von Monkman Provincial Park und Tumbler Ridge im Süden, zu Hudson’s Hope und dem Williston Lake im Westen, nach Fort St. John und Charlie Lake im Norden.
Der Begriff wird auch im weiteren Sinne auf das gesamte Nordostgebiet bis zu den Rockies verwendet, einschließlich Fort Nelson und anderen Teilen des Liard Rivers, und bis vor dem W.-A.-C.-Bennett-Staudamm einschließlich des oberen Peace Rivers durch seinen Canyon bis Finlay Forks und Hudson’s Hope. In Alberta erstreckt sich die Region von Grande Prairie und Valleyview im Süden, nach High Prairie und dem Kleinen Sklavensee im Osten, nach Fort Vermilion, High Level und Rainbow Lake im Norden.

## Geschichte

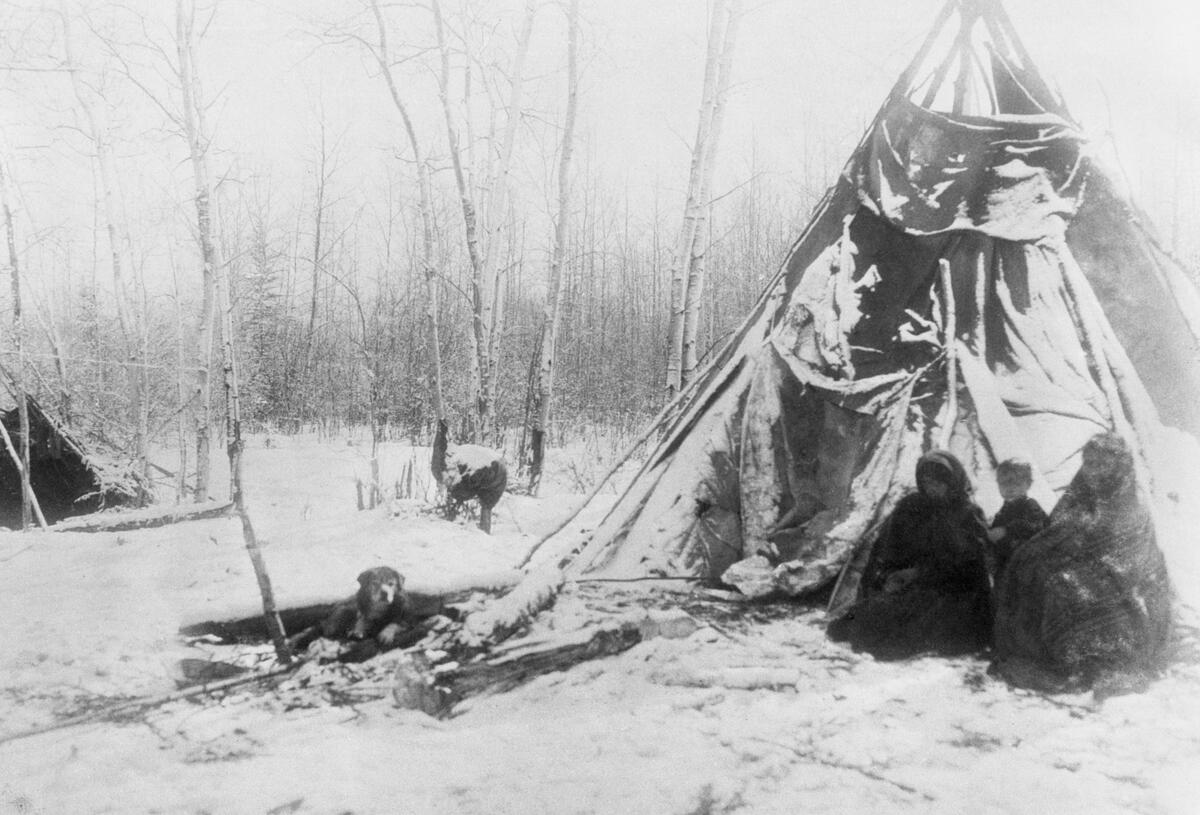
Biberstamm im Winter am Peace River, Alberta 1899

Diese Gegend wurde zuerst von Sir Alexander MacKenzie 1789 entdeckt, als er entlang des Peace River reiste. 1793 benutzte er dieselbe Route, um den Pazifik zu erreichen. Anschließend gab es in der Region einen Anstieg des Pelzhandels, mit Siedlungen entlang des Flusses von Fort Vermilion in Richtung Hudsons Hope.
Zu Beginn des 20. Jahrhunderts wurde das landwirtschaftliche Potenzial des Gebiets von der Regierung beworben, aber Land war knapp wegen der schwierigen Reisebedingungen durch die Muskeg. Mit der Verbreitung der Eisenbahn im Jahre 1916 und nach der Öffnung des Landes für Siedler im Jahre 1910, zogen Landwirtschaft und Viehzucht in den fruchtbaren Peace Country.
Forstwirtschaft spielt eine große Rolle im Peace Country, und als ein Ergebnis wurden Zellstofffabriken in Chetwynd, Peace River und Grande Prairie seit den 1970er Jahren gebaut.
Die Wirtschaft registrierte einen neuen Schub mit der Entdeckung von Öl und Gas in der Region. 1952 wurde Gas in dem Fort St. John Wirtschaftsgut Nummer eins, und die erste Raffinerie wurde 1957 bei Taylor gebaut.
Mitte der 1970er Jahre wurden das große Elmworth Erdgasfeld im Nordwesten von Alberta entdeckt, ebenso wie andere große Gasfelder in British Columbia und Alberta und dadurch erlebten Fort St. John und Grande Prairie einen rasante Wirtschafts- und Bevölkerungswachstum.

## Wirtschaft

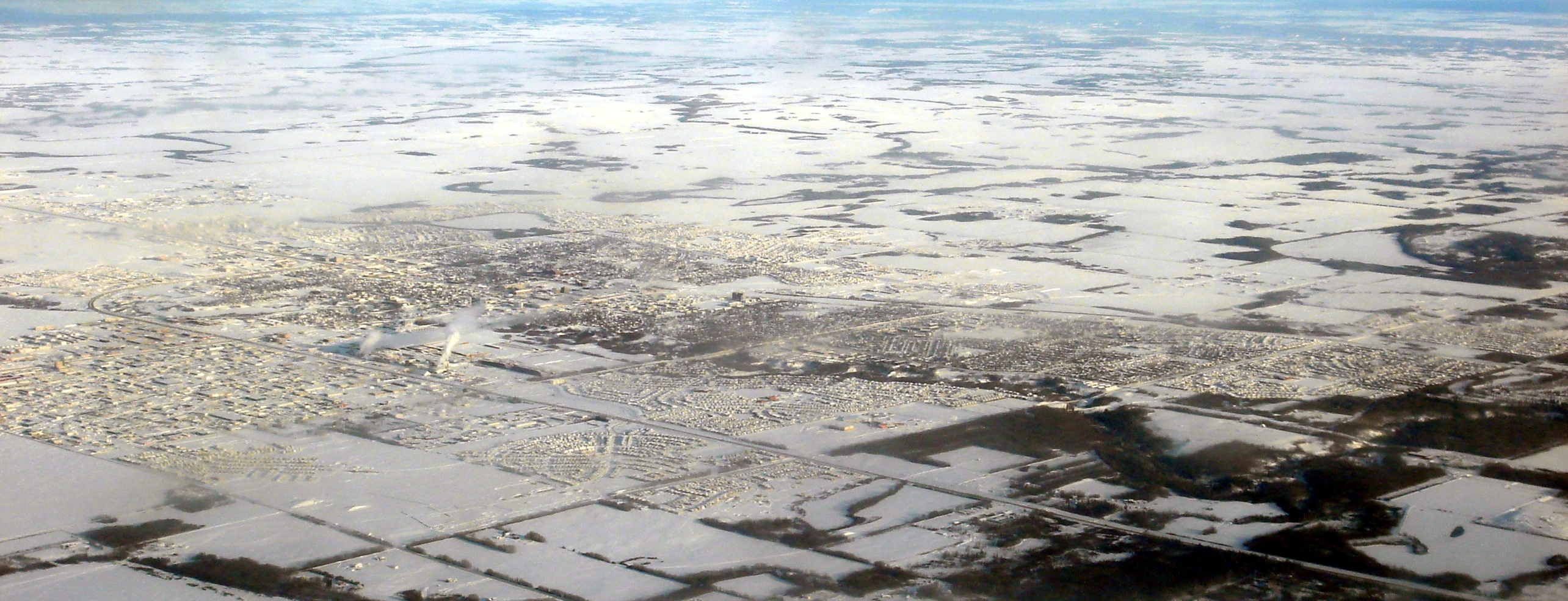
Die Stadt Grande Prairie und dessen Umland

Das Peace Country ist Kanadas nördlichste Gegend für Landwirtschaft. Nutzpflanzen sind Raps, Hafer, Erbsen und Gerste. Auch Viehzucht und Imkerei wird in dem Gebiet betrieben. Im Jahr 2006 entfielen 14,4 % der kanadischen Bisonfleisch Produktion dieser Region. Andere Industriezweige sind Öl- und Gasförderung und Forstwirtschaft.

## Infrastruktur
Peace Country wird von dem Teil des Alaska Highway, das westliche Ende des Alberta Highway 43 und der südliche Teil des Mackenzie Highway. Weitere wichtige Verkehrswege gehören sind auch nördliche Teil des Alberta Highway 2, Alberta Highway 35, British Columbia Highway 29, British Columbia Highway 97 und Alberta Highway 49.
Regionale Luftverkehrsknotenpunkte sind der Grande Prairie Airport und Peace River Airport in Alberta und der Fort St. John Airport in British Columbia.
Das Gesundheitswesen wird durch die Alberta Health Services und Northern Health in British Columbia bereitgestellt.